# Neocytherideididae
Neocytherideididae é uma família de ostracodes pertencente à ordem Podocopida.
Géneros:
- Copytus Skogsberg, 1939
- Hemicytherideis Ruggieri, 1952
- Microhoweina Mohammed & Keyser, 2012
- Neocopytus Kulkoyluoglu, Colin & Kiliç, 2007
- Neocytherideis Puri, 1952
- Papillosacythere Whatley, Chadwick, Coxill & Toy, 1987
- Procytherideis Ruggieri, 1978
- Sahnia Puri, 1952
- Sahnicythere Athersuch, 1982